# Positive Vibrations
Positive Vibrations − dziesiąty album studyjny (a jedenasta płyta w ogóle), brytyjskiego zespołu blues-rockowego Ten Years After z 1974.

## Lista utworów
| 1.  | "Nowhere to Run"                 | 4:02  |
|     |                                  |       |
| 2.  | "Positive Vibrations"            | 4:20  |
|     |                                  |       |
| 3.  | "Stone Me"                       | 4:57  |
|     |                                  |       |
| 4.  | "Without You"                    | 4:00  |
|     |                                  |       |
| 5.  | "Going Back to Birmingham"       | 2:39  |
|     |                                  |       |
| 6.  | "It's Getting Harder"            | 4:24  |
|     |                                  |       |
| 7.  | "You're Driving Me Crazy"        | 2:26  |
|     |                                  |       |
| 8.  | "Look into My Life"              | 4:18  |
|     |                                  |       |
| 9.  | "Look Me Straight into the Eyes" | 6:20  |
|     |                                  |       |
| 10. | "I Wanted to Boogie"             | 3:36  |
|     |                                  |       |
|     |                                  | 41:02 |
|     |                                  |       |

## Twórcy
- Alvin Lee – wokal, gitara
- Chick Churchill – organy, fortepian
- Ric Lee – perkusja
- Leo Lyons – gitara basowa